# لا غرانغ
لا غرانغ (بالإنجليزية: La Grange, Texas)‏ هي مدينة تقع في مقاطعة فاييت، تكساس بولاية تكساس في شمال شرق الولايات المتحدة. تأسست عام 1837، تبلغ مساحة هذه المدينة 9.3 (كم²)، وترتفع عن سطح البحر 81 م، بلغ عدد سكانها 4923 نسمة في عام 2010 حسب إحصاء مكتب تعداد الولايات المتحدة وتصل الكثافة السكانية فيها 484.6 نسمة/كم2.

## التركيبة السكانية
حدّد مكتب تعداد الولايات المتحدة بيانات التركيبة السكانية للا غرانغ في تعداد الولايات المتحدة. في ما يلي، التركيبة السكانية حسب تعدادي 2000 و2010.

### تعداد عام 2000
بلغ عدد سكان لا غرانغ 4,478 نسمة بحسب تعداد عام 2000، وبلغ عدد الأسر 1,792 أسرة وعدد العائلات 1,146 عائلة مقيمة في المدينة. في حين سجلت الكثافة السكانية 416.9 نسمة لكل كيلومتر مربع (1,079.8/ميل2). وبلغ عدد الوحدات السكنية 2,067 وحدة بمتوسط كثافة قدره 192.5 لكل كيلومتر مربع (498.6/ميل2).
وتوزع التركيب العرقي للمدينة بنسبة 74.27% من البيض و10.36% من الأمريكيين الأفارقة و0.54% من الأمريكيين الأصليين و0.69% من الأمريكيين ذوي الأصول الآسيوية و0.02% من سكان جزر المحيط الهادئ و12.19% من الأعراق الأخرى و1.92% من عرقين مختلطين أو أكثر و20.81% من الهسبانيون أو اللاتينيون من أي عرق.
بلغ عدد الأسر 1,792 أسرة كانت نسبة 33.6% منها لديها أطفال تحت سن الثامنة عشر تعيش معهم، وبلغت نسبة الأزواج القاطنين مع بعضهم البعض 48.8% من أصل المجموع الكلي للأسر، ونسبة 10.7% من الأسر كان لديها معيلات من الإناث دون وجود شريك،  بينما كانت نسبة 4.5% من الأسر لديها معيلون من الذكور دون وجود شريكة وكانت نسبة 36% من غير العائلات. تألفت نسبة 32.8% من أصل جميع الأسر من عدة أفراد يعيشون في نفس المنزل ونسبة 18.4% كانت تتألف من شخص يعيش بمفرده يبلغ من العمر 65 عاماً أو أكثر. وبلغ متوسط حجم الأسرة المعيشية 2.43، أما متوسط حجم العائلات فبلغ 3.08.
بلغ العمر الوسطي للسكان 38.0 عاماً. وكانت نسبة 25.2% من القاطنين تحت سن الثامنة عشر، وكانت نسبة 9.1% بين الثامنة عشر والرابعة والعشرين عاماً، ونسبة 24.9% كانت واقعةً في الفئة العمرية ما بين الخامسة والعشرين والرابعة والأربعين عاماً، ونسبة 19% كانت ما بين الخامسة والأربعين والرابعة والستين، ونسبة 18.9% كانت ضمن فئة الخامسة والستين عاماً فما فوق. يوجد لكل 100 أنثى 88.7 ذكر، ويوجد لكل 100 أنثى في الثامنة عشر من عمرها فما فوق 85.2 ذكر.
بلغ متوسط دخل الأسرة في المدينة 31,392 دولارًا، أما متوسط دخل العائلة فبلغ 39,718 دولارًا. وكان متوسط دخل الذكور 28,631 دولارًا مقابل 21,023 دولارًا للإناث. وسجل دخل الفرد الخاص بالمدينة 15,288 دولارًا. وكانت نسبة 9.2% من العائلات ونسبة 13.4% من السكان تحت خط الفقر، وكان من هؤلاء نسبة 12.6% تحت سن الثامنة عشر ونسبة 9% في الخامسة والستين من العمر وما فوق.

### تعداد عام 2010
بلغ عدد سكان لا غرانغ 4,641 نسمة بحسب تعداد عام 2010، وبلغ عدد الأسر 1,854 أسرة وعدد العائلات 1,221 عائلة مقيمة في المدينة. في حين سجلت الكثافة السكانية 432.1 نسمة لكل كيلومتر مربع (1,119.1/ميل2). وبلغ عدد الوحدات السكنية 2,182 وحدة بمتوسط كثافة قدره 203.2 لكل كيلومتر مربع (526.3/ميل2).
وتوزع التركيب العرقي للمدينة بنسبة 73.52% من البيض و9.52% من الأمريكيين الأفارقة و1.16% من الأمريكيين الأصليين و0.54% من الأمريكيين ذوي الأصول الآسيوية و0.09% من سكان جزر المحيط الهادئ و12.84% من الأعراق الأخرى و2.33% من عرقين مختلطين أو أكثر و31.14% من الهسبانيون أو اللاتينيون من أي عرق.
بلغ عدد الأسر 1,854 أسرة كانت نسبة 34.6% منها لديها أطفال تحت سن الثامنة عشر تعيش معهم، وبلغت نسبة الأزواج القاطنين مع بعضهم البعض 46.2% من أصل المجموع الكلي للأسر، ونسبة 14% من الأسر كان لديها معيلات من الإناث دون وجود شريك،  بينما كانت نسبة 5.6% من الأسر لديها معيلون من الذكور دون وجود شريكة وكانت نسبة 34.1% من غير العائلات. تألفت نسبة 30% من أصل جميع الأسر من عدة أفراد يعيشون في نفس المنزل ونسبة 16.1% كانت تتألف من شخص يعيش بمفرده يبلغ من العمر 65 عاماً أو أكثر. وبلغ متوسط حجم الأسرة المعيشية 2.45، أما متوسط حجم العائلات فبلغ 3.06.
بلغ العمر الوسطي للسكان 37.2 عاماً. وكانت نسبة 25.6% من القاطنين تحت سن الثامنة عشر، وكانت نسبة 8.6% بين الثامنة عشر والرابعة والعشرين عاماً، ونسبة 24.2% كانت واقعةً في الفئة العمرية ما بين الخامسة والعشرين والرابعة والأربعين عاماً، ونسبة 23.4% كانت ما بين الخامسة والأربعين والرابعة والستين، ونسبة 18.2% كانت ضمن فئة الخامسة والستين عاماً فما فوق. وتوزع التركيب الجنسي للسكان بنسبة 47.9% ذكور و52.1% إناث.

## أعلام
- جيف كيلي
- والر توماس بورنس
- هومر بيلي
- بيتر أوبنهايمر
- جوني جونسون

## وصلات خارجية
- The US50 - Cities and Towns in Texas State